# يوم الرحرحان
يوم الرحرحان هو انتصار بني عامر على تميم وأسر معبد بن زرارة ، كانت وقعة بين تميم وبني عامر بن صعصعة، وذلك لما قتل الحارث بن ظالم المري خالد بن جعفر غدرا عند النعمان بن المنذر ملك الحيرة تشاءم قومه به، ولاموه، فكره أن يكون لهم عليه منه، فهرب ونبت به البلاد. فلم يجر الحارث المذكور أحد من العرب خوفاً من النعمان، ثم لحق بتميم فاستجار بمعبد بن زرارة فأجاره، فلم يوافقه قومه بنو تميم، وخافوا من ذلك، ووافقه منهم بنو ماوية وبنو دارم فقط، وأبو أن يسلموه أو يخرجوه من عندهم،
علم بهذا بنو (عامر)، فخرجوا إليه، وفيهم كثير من وجوههم يزعمهم (الأحوص بن جعفر الكلابي) أخو (خالد بن جعفر)؛ ولما صاروا بأدنى مياه (بني دارم) رأوا امرأة منهم تجني الكمأة، ومعها جمل لها، فأخذها رجل منهم وسألها عن الخبر، فأخبرته بمكان (الحارث بن ظالم) عند (حاجب بن زرارة)، وما وعده بنصره ومنعه.
فلما كان الليل نام فقامت إلى جملها فركبته وسارت حتى صبحت بني دارم وقصدت سيدهم زرارة بن عدس وقيل حاجب بن زرارة فاخبرته الخبر وقالت: اخذني امس قوم لا يريدون غيرك ولا اعرفهم.
.قال: فصفيهم لي.
قالت: رايت رجلًا قد سقط حاجباه فهو يرفعهما بخرقة صغير العينين وعن امره يصدرون.
قال: ذاك الاحوص وهو سيد القوم.
قالت: ورايت رجلًا قليل المنطق إذا تكلم اجتمع القوم كما تجتمع الإبل لفحلها احسن الناس وجهًا ومعه ابنان له يلازمانه.
قال: ذلك مالك بن جعفر وابناه عامر وطفيل.
قالت: ورايت رجلًا جسيمًا كان لحيته محمرةٌ معصفرةٌ.
قال: ذاك عوف بن الاحوص.
قالت: ورايت رجلًا هلقامًا جسيمًا.
قال: ذاك ربيعة بن عبد الله بن ابي بكر بن كلاب.
قالت: ورايت رجلًا اسود اخنس قصيرًا إذا تكلم عذم القوم عذم المخوس.
قال: ذاك ربيعة بن قرط بن عبد الله بن ابي بكر.
قالت: ورايت رجلًا اقرن الحاجبين كثير شعر السبلة يسيل لعابه على لحيته إذا تكلم.
قال: ذاك جندح بن البكاء.
قالت: ورايت رجلًا صغير العينين ضيق الجبهة يقود فرسًا له معه جفيرٌ لا يفارق يده.
قال: ذاك ربيعة بن عقيل بن كعب.
قالت: ورايت رجلًا معه ابنان اصبهان إذا اقبلا رماهما الناس بابصارهم فاذا ادبرا كانا كذلك.
قال: ذاك الصعق بن عمرو بن خويلد بن نفيل وابناه يزيد وزرعة.
قالت: ورايت رجلًا لا يقول كلمة الا وهي أحد من شفرة.
قال: ذاك عبد الله بن جعدة بن كعب.
وأمرها زرارة فدخلت بيتها، وأرسل زرارة إلى الرعاء يأمرهم بإحضار الإبل، ففعلوا. وأمرهم فحملوا الأهل والأثقال وساروا نحو بلاد بغيض، وفرق الرسل في بني مالك بن حنظلة فأتوه، فأخبرهم الخبر وأمرهم، فوجهوا أثقالهم إلى بلاد بغيض، ففعلوا وباتوا معدين.
وأصبح بنو عامر وأخبرهم الغنوي حال الظعينة وهربها فسقط في أيديهم، واجتمعوا يديرون الرأي، فقال بعضهم: كأني بالظعينة قد أتت قومها فأخبرتهم الخبر، فحذروا وأرسلوا أهليهم وأموالهم إلى بلاد بغيض، وباتوا معدين لكم في السلاح، فاركبوا بنا في طلب نعمهم وأموالهم فإنهم لا يشعرون حتى نصيب حاجتنا وننصرف.
فركبوا يطلبون ظعن بني دارم، فلما أبطأ القوم عن زرارة قال لقومه: إن القوم قد توجهوا إلى ظعنكم وأموالكم فسيروا إليهم. فساروا مجدين فلحقوهم قبل أن يصلوا إلى الظعن والنعم، فاقتتلوا قتالا شديدا فانهزمت بنو تَميم، وأسرت بنو عامر معبد بن زرارة، أسره عامرٌ والطفيل، ابنا مالك بن جعفر بن كلاب فوفد َلقيطُ
ابن زُرارة عليهم في فِدائه، فقال لهما: لكما عندي مائتا بعير. فقال: لا يا أبا نَهشل، أنت سيد الناس
وأخوكَ معبد سيد مضر، فلا نقبل فيه إلا ديَة مَلِك. فأبى أن يَزيدهم، وقال لهم: إن أبانا أوصانا أن لا نزيد
أحدًا في ديته على مائتي بعير. فقال مَعبد للقِيط: لا تَدَعْني يا لقيط، فوالله لئن تركتَني لا تراني بعدها أبدًا.
قال: صبرًا أبا الَقعقاع، فأين وصاة أبينا ألا تُؤكلوا العربَ أنفسكم، ولا تَزيدوا بفدائكم على فِداء رجل
منكم، فَتذْؤُب بكم ُ ذؤبان العرب. ورحل لقيط عن القوم. قال: فمنعوا معبدًا الماءَ وضارّوه حتى مات
هُزالا.
وقيل: أبَى معبد أن يَطعم شيئا أو يَشرب حتى مات هُزالا ففي ذلك يقول جرير
```
جرير:
```

وليلَة وادي رَحْرحان َفرَرْتُم... فِرارًا ولم تُْلووا زَفيفَ النعائِم
تركتم أبا الَقعقاع في الغُل مُصَْفدًا... وأيَ أخ لم تسلموا
وقول جرير ايضاً يهجو الفرزدق:
وبرحرحان غداة كبّل معبد ... نكحوا بناتكم بغير مهور